# Men and Women (film 1925)
Men and Women è un film muto del 1925 diretto da William C. de Mille. La sceneggiatura di Clara Beranger si basa sull'omonimo lavoro teatrale di David Belasco e Henry C. De Mille andato in scena a Broadway il 21 ottobre 1890.

## Trama
Will Prescott e Ned Seabury sono due cassieri che lavorano nella banca di Israel Cohen. Mentre Will vive del proprio stipendio, Ned specula sul mercato azionario. Con le sue rendite, paga anche le spese di Agnes, la moglie di Will, una donna che aspira a una vita di lussi che il marito, con il suo modesto stipendio, non può darle. Un giorno, però, Will cede anche lui alla tentazione e preleva trentamila dollari dalla banca per investirli con Arnold Kirke, il broker di Ned. Ma la speculazione si rivela un fallimento e Kirke si suicida. Il furto viene scoperto ma il banchiere, invece di prendersela con Will - che ha preso il denaro -, attribuisce la colpa dell'appropriazione a Ned. Will, dapprima tace, ma poi la sua coscienza gli impone di confessare la colpa, liberando il collega dall'ingiusto sospetto. Mentre Will è in prigione, Agnes si reca da Cohen per perorare la causa del marito e chiederne la libertà. La donna si dimostra così convincente da convincere il banchiere che, dopo aver fatto rilasciare Will, lo manda in Sudamerica a gestire una piantagione di caffè.

## Produzione
Il film fu prodotto dalla Paramount Pictures.

## Distribuzione
Il copyright del film, richiesto dalla Famous Players-Lasky Corp., fu registrato il 27 marzo 1925 con il numero LP21277.
Negli Stati Uniti, il film - presentato da Jesse L. Lasky e da Adolph Zukor - fu distribuito dalla Paramount Pictures il 23 marzo 1925.
Non si conoscono copie ancora esistenti della pellicola che viene considerata presumibilmente perduta.